# Lahnajärvi (sjö i Polvijärvi, Norra Karelen)
Lahnajärvi är en sjö i kommunen Polvijärvi i landskapet Norra Karelen i Finland. Sjön ligger 82,2 meter över havet. Den är 3,62 meter djup. Arean är 64 hektar och strandlinjen är 4,75 kilometer lång. Sjön  ingår i Vuoksens huvudavrinningsområde.   Den ligger omkring 27 kilometer nordväst om Joensuu och omkring 370 kilometer nordöst om Helsingfors. 